# Underhill (Vermont)
Pour les articles homonymes, voir Underhill (homonymie).
Underhill est une ville de l'État américain du Vermont, située dans le comté de Chittenden. Selon le recensement de 2010, sa population est de 3 067 habitants.